# Anna Zatonskych
Anna Zatonskych (ukrajinsky Ганна Віталіївна Затонських, Hanna Vitaljivna Zatonskych) (17. července 1978 Mariupol) je americko-ukrajinská šachistka s tituly šachového velmistra i ženské velmistryně v šachu, nejvyššího ratingu 2540 dosáhla v roce 2011, její současný rating FIDE (v březnu 2022) je 2537.

## Život a kariéra
Narodila se v Mariupolu na Ukrajině (v tehdejší součásti Sovětského svazu). Šachy se naučila v pěti letech od svých rodičů, kteří jsou oba dobří hráči: otec Vitalij má hodnocení asi 2300, matka je kandidátkou na mistra a Anna ji poprvé porazila ve 14 letech.
Anna vyhrála mnoho ukrajinských dívčích titulů v několika věkových kategoriích. V roce 1999 získala od FIDE titul WGM a v roce 2001 Mistrovství Ukrajiny žen. Reprezentovala Ukrajinu na dvou ženských šachových olympiádách, v Istanbulu 2000 a ve slovinském Bledu 2002 a na dvou mistrovstvích Evropy družstev žen, v Batumi 1999 (kde získala stříbrnou medaili) a v Leonu 2001.
Po své emigraci do USA hrála od roku 2004 v národním týmu USA na všech ženských olympiádách a na třech mistrovstvích světa ženských družstev. Její tým získal týmovou stříbrnou medaili na olympiádě v roce 2004 a týmový bronz na olympiádě 2008; získala také zlatou medaili na olympiádě v roce 2008 a stříbrnou medaili na mistrovství světa družstev žen v roce 2017. Mistrovství Spojených států v šachu žen vyhrála v letech 2006, 2008, 2009 a 2011. V roce 2008 porazila obhájkyni titulu USA Irinu Krushovou v play-off konaném ve formátu „Armageddon“.
Je provdána za litevského šachistu Daniela Fridmana.